# Los pájaros
Los pájaros (The Birds en inglés) es una película estadounidense de 1963 de suspenso y terror dirigida por Alfred Hitchcock. Se basa en una novela corta homónima de 1952 escrita por Daphne du Maurier. La película contó con la actuación de Tippi Hedren, Rod Taylor, Jessica Tandy, Suzanne Pleshette y Veronica Cartwright.
En 1994, Universal Pictures estreno una secuela titulada: Los pájaros 2: El fin del mundo, con la actuación especial de Hedren y que recibió críticas negativas; En 2016, Los pájaros fue considerada «cultural, histórica y estéticamente significativa» por la Biblioteca del Congreso de Estados Unidos y seleccionada para su conservación en el National Film Registry.

## Sinopsis
Melanie Daniels es la hija consentida de un magnate periodístico de San Francisco. Un viernes va en busca de un pájaro a una tienda de mascotas por encargo de una tía suya. La dependiente, la señora MacGruder, se ausenta por un momento, dejando a Melanie sola. 
Mientras espera Melanie, entra en la tienda Mitch Brenner, exitoso abogado de quien se enamora ella a primera vista. Mitch busca un par de loritos Agapornis que piensa regalarle a su hermana para su cumpleaños, y se dirige a Melanie, tomándola por la dependienta de la tienda. Melanie le sigue el juego, hasta que Mitch le dice que la había reconocido, ya que Melanie había sido acusada en un juicio hace algún tiempo, y había decidido hacerle una broma. Regresa la dependiente y, ante la pregunta de Mitch por los loritos, le responde que no se los puede entregar en el momento, sino que habrá de esperar hasta el día siguiente. Mitch se va, y antes de irse, Melanie toma nota de las placas del automóvil de él; después llama al periódico de su padre y le pide a uno de los empleados que le averigüe el nombre completo y la dirección de Mitch. 
Al día siguiente, Melanie va al departamento de Mitch con un par de loritos en una jaula, para así darle una grata sorpresa. Un vecino le dice que Mitch no va a pasar allí el fin de semana, sino en Bodega Bay. Decidida a ver a Mitch, Melanie emprende el viaje a Bodega Bay en su lujoso automóvil descapotable, vestida con un caro abrigo de piel y llevando la jaula con los loritos.
Al llegar a la costa, se dirige a la oficina de correos para averiguar la dirección de la familia Brenner. El empleado (John McGovern) le dice que la casa está en el otro lado de la bahía, y que la única manera de llegar es por una carretera que bordea la costa; pero Melanie dice que prefiere darle una sorpresa a la familia, por lo que el empleado le sugiere que alquile un bote con motor fuera de borda para llegar hasta allí. Melanie pregunta por el nombre de la hermana de Mitch, y el empleado le dice que se llama Alice o Lois, pero para estar más seguros le recomienda ir a preguntar a la casa de la maestra del pueblo: Annie Hayworth. 
Melanie llega a la casa de la maestra, donde parece no haber nadie. En una ventana hay un pequeño letrero que anuncia el arriendo de una habitación. Melanie se prepara a abandonar el lugar, cuando aparece Annie, una joven de su misma edad. Ambas se presentan y Melanie le pregunta por el nombre de la chica Brenner, que resulta ser Cathy. Annie le ofrece un cigarrillo a Melanie, y curiosa, le pregunta si conoce a Mitch. Melanie se da cuenta de que hubo una relación sentimental entre Mitch y Annie, y dice que trae un regalo de cumpleaños para Cathy.
De regreso en Bodega Bay, Melanie estaciona su automóvil y se dirige al muelle para embarcarse en el bote de motor que había arrendado. Un pescador le ayuda a bajar del muelle al bote, y extrañado por la elegancia de Melanie y por la jaula que lleva en esa mano enguantada, le pregunta si sabe manejar un bote. Ella le contesta que sí, y parte sin problemas.
Mientras se acerca a la casa de la familia Brenner, Melanie apaga el motor al divisar a Mitch, que se dirige a un garaje cercano. Luego, ella comienza a remar hasta el muelle, con la idea de dejar subrepticiamente la jaula dentro de la casa y regresar a Bodega Bay sin ser vista. Lo logra y regresa al bote, se aleja un trecho y se agazapa esperando ver el efecto de su broma. Mitch regresa a la casa y, después de unos minutos, sale apresuradamente y busca a la misteriosa visita. Melanie se ríe de su propia broma y se aleja en el bote. Mitch la ve de lejos, va a buscar unos gemelos y, mirando con ellos, ve a Melanie. entonces se monta en el coche y va a encontrarse con ella en Bodega Bay.
Ya de vuelta en el muelle, Melanie espera la llegada de Mitch, cuando sorpresivamente una gaviota la ataca y la hiere en la frente, y la deja sangrante y conmocionada. Mitch se apresura a ayudarla y la lleva a un restaurante cercano, donde los dueños, Deke Carter y su esposa Helen, le dan algodón y desinfectante para la herida.
Melanie es invitada al cumpleaños de la hermana de Brenner, pero tiene que enfrentarse con las suspicacias de la madre de este, Lydia, quien ve a Melanie como una usurpadora de la compañía de su hijo.
Durante el cumpleaños, que se celebra al aire libre, Melanie logra un acercamiento con Brenner; pero irrumpe un grupo de gaviotas que ataca a los niños. 
De ahí en adelante, el comportamiento de los pájaros se hace cada vez más extraño hasta llegar el punto en el que Bodega Bay se envuelve en un caos con explosiones y ataques por parte de las aves de la zona. Melanie, Mitch, Cathy y la madre de Mitch se encierran dentro de la casa de la familia Brenner donde reciben nuevamente un ataque. Pasa mucho tiempo hasta que Melanie escucha varios ruidos provenientes del ático, cuando entra y alumbra con un farol observa el techo roto y varios cuervos sobre una cama vieja, las aves la atacan pero Mitch la saca del ático y bloquean la puerta.
Melanie queda en estado de shock y Mitch decide llevarla al hospital fuera de Bodega Bay con el automóvil de ella. Mitch sale de la casa y logra llegar al garaje a pesar de recibir algunos picotazos en las piernas, sin graves consecuencias, acercando el automóvil de Melanie a la entrada. Luego, todos suben al auto y Cathy pide a Mitch si puede llevar los agapornis que Melanie le regaló. Por último, finaliza la película con el auto moviéndose lentamente a lo largo de lo que parece un suelo cubierto de pájaros.

## Reparto
- Tippi Hedren - Melanie Daniels
- Rod Taylor - Mitch Brenner
- Jessica Tandy - Lydia Brenner
- Suzanne Pleshette - Annie Hayworth
- Veronica Cartwright - Cathy Brenner
- Ethel Griffies - Señora Bundy, ornitóloga
- Elizabeth Wilson - Helen Carter
- Doreen Lang - Madre histérica en el restaurante
- Joe Mantell - Viajante en el restaurante
- Doodles Weaver - Pescador ayudando con el bote de alquiler

## Comentarios

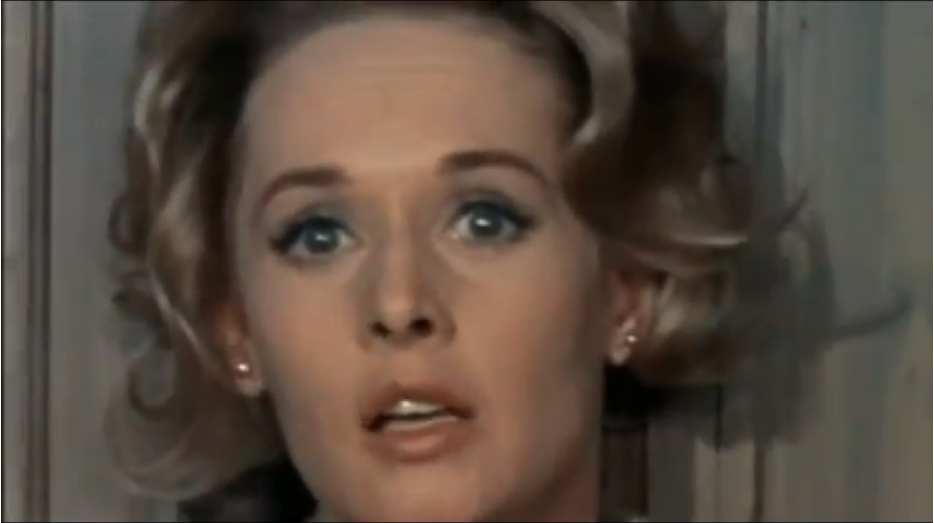
Tippi Hedren en un fotograma del tráiler de la película.

- Bodega Bay es un lugar cerca de Santa Rosa en la costa de California.
- Hitchcock elimina la música incidental en el desarrollo del filme para experimentar con los lapsos de silencio.[5]
- Hitchcock contrata a Ray Berwick y a Ub Iwerks para la modelación de los pájaros, en que se combinan aves entrenadas y aves mecanizadas para dar realismo al filme.
- La escena en que Tippi Hedren es atacada por una gaviota no pudo ser más realista. Aunque la gaviota no era auténtica, sino un muñeco lanzado hacia la actriz mediante unos cables, el impacto le provocó una herida en la frente. El rodaje se paró tres días mientras Tippi se recuperaba.
- Hitchcock pensaba en Grace Kelly para el papel de Melanie; pero las relaciones se habían enfriado. Escogió al ver la figura elegante y estilizada de una hermosa rubia llamada Tippi Hedren al ver una publicidad de productos dietéticos llamado Sego en que Hedren camina por la calle y es piropeada por un chico. Esa misma situación se reproduce al principio del filme.
- "Tippi" es una abreviación cariñosa de la palabra sueca "typsa", que significa "niña pequeña". El verdadero nombre de la actriz es Nathalie Hedren.
- Hitchcock omitió deliberadamente toda explicación racional al comportamiento de las aves. Sabía que eso creaba mucha mayor inquietud en los espectadores, su fin era uno solo: infundir el miedo, el caos y la indefensión en forma universal. También suprimió el clásico "The End" del final, para lograr que la desazón del público continuara aún después de acabada la película.
- Un guion elaborado por Evan Hunter exhibía un cortejo más romántico y elaborado entre Brenner y Daniels, asimismo la devastación que realizan los pájaros era más extensiva y dramática sobre el pueblo y sus habitantes; pero el guion fue rehecho por Hitchcock limitando el cortejo a solo una conversación íntima de carencias afectivas mutuas y eliminando el acercamiento romántico previo de la pareja protagónica (fue rodada pero no incluida) y los asesinatos de las aves se limitaron a solo tres personas que no tienen carga emocional en la trama.[6]
- En un principio, la adaptación del cuento original de Daphne du Maurier estaba prevista para el programa de TV de la década de 1950, "Alfred Hitchcock Presenta", pero el guion era tan bueno que Hitchcock decidió convertirlo en un largometraje.[7]
- El final original de Hitchcock contemplaba a los protagonistas, que terminaban escapando de los pájaros, llegando a San Francisco aliviados, hasta que se daban cuenta de que había pájaros posados por todo el puente Golden Gate y los edificios. Por falta de recursos monetarios y tecnológicos, no fue posible. (Cinemanía)
- En 1994 se hizo una segunda parte de los pájaros The Birds II: Land's End (TV)) (Los pájaros 2: El fin del mundo (TV))

## Cameo
- El clásico cameo de Hitchcock aparece al comienzo mismo del filme, saliendo de la tienda de mascotas con dos perros de pelaje blanco mientras Tippi entra a la misma tienda.[8]

## El hecho real de base
Como ya se ha dicho, la película está basada en la novela corta homónima de 1952, escrita por Daphne du Maurier.
Un hecho real, ocurrido el 28 de agosto de 1961, trajo a la memoria de Hitchcock el célebre cuento de du Maurier e incentivó sus ganas de llevar a cabo el filme. El periódico local Santa Cruz Sentinel (California), en la bahía de Monterrey, publicó una noticia que decía lo siguiente: 

Sobre las tres de la madrugada, una lluvia de pájaros se precipitó sobre los tejados de las casas despertando a la población que, asustada por la ofensiva de las gaviotas, salió corriendo de sus viviendas y se defendió con improvisadas antorchas de fuego. Por la mañana, los habitantes de la ciudad se encontraron con las calles cubiertas por los cadáveres de los animales. Las aves, que vomitaron pedazos de pescado -su propia comida-, despedían un hedor insoportable y pestilente.

Fórmula estructural del ácido domoico.

La noticia le llegó a Hitchcock, ya que tenía un rancho en la zona, 
y le llegó cuando estaba preparando la adaptación de la novela.
En el 2011, unos biólogos marinos de la Universidad de Luisiana, después de años de investigación, descubrieron que podía haberse debido a una intoxicación de las aves al comer un alga que abunda en esa zona y que contiene un veneno. La toxina hallada, que es el ácido domoico, daña directamente el sistema nervioso.
En los Estados Unidos se dio un caso de ataque de aves; le ocurrió a la familia Westminster. Las aves, aparentemente en cantidades y grupos que iban de 100 a 300, atacaron sin piedad a esta familia de 4 personas, y ninguno de los miembros sobrevivió al incidente. Al parecer, las aves no atacaban para alimentarse: se supone que su comportamiento se debió a una intoxicación con ácido domoico.

## Premios y candidaturas
Premio Globo de Oro 1964:
- A la actriz más promisoria (Tippi Hedren).[10]

Premio DVD Exclusive Awards 2001:
- al mejor documental retrospectivo (All About 'The Birds' de Laurent Bouzereau, 2000).

### Candidaturas
Premio Oscar 1964:
- A los mejores efectos visuales (Ub Iwerks).[11]

Premio Edgar 1964:
- A la mejor película (Evan Hunter).

Premio Satellite 2005: 
- Al más destacado DVD de clásicos (Alfred Hitchcock - The Masterpiece Collection).

## Vuelven 'Los pájaros'
La BBC prepara una nueva adaptación de la célebre película de Alfred Hitchcock.
La televisión estatal británica BBC está preparando un 'remake' de uno de los iconos del cine, 'Los pájaros', de Alfred Hitchcock. La trama regresa así a la isla que la vio nacer, ya que el guion de la mítica película está basado en la novela homónima -y basada en hechos reales- de la escritora inglesa Daphne du Maurier. Los terroríficos pájaros migrarán de California a la campiña de Cornualles, en el sur de Inglaterra, según recoge el medio especializado 'Den of geek', a la vez que también lo harán de la gran pantalla a la pequeña. Según la información del mismo medio, el proyecto de la BBC consiste en readaptar una de las obras maestras de Hitchcock en una serie de televisión, aunque siendo más fiel a la novela que a la película.
El guion de esta nueva serie de la BBC irá a cargo del irlandés Conor McPherson, escritor y guionista que ya adaptó en el 2009 la novela de Du Maurier para el teatro. McPherson también ha participado como director y guionista en películas como 'The Eclipse' y 'The Actors'. Por otro lado, la producción irá a cargo de 'Heyday Television', de la que es partícipe David Heyman ('Harry Potter', 'Gravity'), y 'NBC Universal International Studios'.
La BBC encara así un reto del que otros desistieron en el pasado. En 2014, varios medios británicos se hicieron eco de la intención del director y productor estadounidense Michael Bay de realizar un 'remake' para la gran pantalla de 'Los pájaros'. Si bien en su día había hasta una protagonista prevista (Naomi Watts) en el papel que la actriz Tippi Hedren interpretó en la película de Hitchcock, el proyecto nunca llegó a concretarse.

### Los pájaros II
- Los pájaros 2: El fin del mundo (TV) (1994)